# Вулиця Волоська (Львів)
Вулиця Воло́ська — вулиця у Галицькому районі міста Львова, у місцевості Снопків. Прямує від перехрестя вулиць Снопківської та Людкевича до вулиці Шота Руставелі.

## Історія
Колись тут проходив давній Волоський шлях, що починався від Галицької брами та прямував на Галич, Коломию й далі на Буковину, Молдову та Волощину. Щодо вулиці, то вона виникла на початку XX століття, коли впорядковано та остаточно сформовано простір між вулицями Зиблікевича, Пелчинською, Обертинською, Святої Софії та Яблоновських (нині — частина вулиці Івана Франка, вулиці Вітовського, Зарицьких та продовження вулиці Івана Франка, Руставелі). З непарного боку вулиця була забудована одноповерховими будинками, що походили з кінця XIX століття та були вони розташовані навпроти нинішнього Стрийського ринку. З цього ряду вулиці зберігся лише один будинок під № 13, на розі вулиці Волоської та Руставелі. 
У 1907 році отримала назву — вулиця Волоська. Протягом німецької окупації, з 1943 року по липень 1944 року, мала назву Марктґассе, адже була розташована поблизу продуктового ринку (від 1947 року — Стрийський ринок). По закінченню війни вулиці повернули передвоєнну назву — вулиця Волоська.
До вулиці не приписано жодного будинку, уся забудова належить вулицям Івана Франка та Шота Руставелі.
3 грудня 2018 року виконавчий комітет Львівської міської ради погодив детальний план території в межах вулиць Волоської, 1, 1-А та Шота Руставелі, 13, який передбачає будівництво там шестиповерхового торгово-офісного центру з дворівневим підземним паркінгом. 

## Транспорт
У грудні 1963 року вулицею частково пролягла тролейбусна лінія маршруту № 4. Кільце його кінцевої зупинки було розташовано саме у підніжжя парку «Залізна Вода», між наріжником мурованої огорожі басейна «Динамо» та початком алеї, яка прямує до стадіону «Дружба» (нині «Україна»). Влітку 1967 року цю трасу почали використовувати для маршруту № 1 (до січня 1967 року він курсував до головного залізничного вокзалу), який їхав від проспекту Шевченка (Будинок профспілок), а кінцева зупинка цього маршруту розташовувалася навпроти будинку № 29 на тодішній вулиці Південній. У 1969 році кінцеву зупинку в центрі міста перенесли на «острівець» навпроти Музею етнографії на проспекті Леніна (нині проспект Свободи), а тим часом, на вулиці Снопківській — ліквідували, подовжуючи маршрут № 1 на Новий Львів. З метою розвантаження центральної частини міста у 1971 році кільце кінцевої зупинки перенесли на вулицю Руставелі, де воно існує дотепер. Втім з часом значення тролейбусного сполучення зменшилось, і 2008 року був остаточно припинений рух тролейбусів вулицею Волоською у напрямку центру міста Львова.
З 1 січня 2012 року у Львові запрацювала нова транспортна схема руху міських автобусів, відповідно до якої вулиця Волоська має чимало автобусних маршрутів, зокрема, тут проходять міський автобус № 53, маршрутне таксі № 26, а також приміський маршрут № 160, що сполучає село Давидів зі Львовом.